# Tonieżskaja Rudnia
Tonieżskaja Rudnia (biał. Тонежская Рудня; ros. Тонежская Рудня, Tonieżskaja Rudnia; hist. pol. Rudnia; biał. Рудня, Rudnia; ros. Рудна, Rudna) – wieś na Białorusi, w obwodzie homelskim, w rejonie lelczyckim, w sielsowiecie Tonież.

## Warunki naturalne
Wieś położona jest nad Mutwicą, wśród dużego kompleksu leśno-bagiennego. Graniczy z Rezerwatem Wodno-Bagiennym Stary Żadzien. W pobliżu leży Prypecki Park Narodowy.

## Historia
W XIX i w początkach XX w. położona była w Rosji, w guberni mińskiej, w powiecie mozyrskim.
Po I wojnie światowej pod administracją polską, w Zarządzie Cywilnym Ziem Wschodnich, w okręgu brzeskim, w powiecie mozyrskim.
W wyniku postanowień traktatu ryskiego znalazła się w granicach Związku Sowieckiego. W okresie międzywojennym położona była w pobliżu granicy z Polską. Od 1991 w niepodległej Białorusi.